# Iulian Costache
Iulian Costache (n. 25 iulie 1961, Piatra Neamț) este un critic și istoric literar român și profesor la Universitatea din București.

## Date biografice
Este absolvent al Facultății de Litere a Universității din București (1988). Profesor navetist în jud. Călărași (1988-1990), preparator, asistent, apoi lector la Facultatea de Litere a Universității din București. A fost membru al cenaclului Universitas. În prezent este lector doctor la Facultatea de Litere a Universității din București, fiind specializat în epoca "marilor clasici" din literatura română.

## Volume publicate
- Eminescu – negocierea unei imagini - Construcția unui canon, emergența unui mit, Editura Cartea Românească, București 2008.[1]

## Premii
- Premiul revistei România literară pentru debut, 2008.
- Premiul revistei Observator literar pentru debut, 2009
- Premiul Manuscriptum pentru debut, acordat de Muzeul Național al Literaturii Române - București, 2008
- Premiul Eminesciana al Salonului Internațional al Cărții, Chișinău, 2009.
- Premiul Academiei Române, 2010.
- Nominalizare ca finalist al premiului Opera Prima - domeniul Literatură, în cadrul premiilor inter-arts oferite de Fundația Prometeus, 2009.
- Nominalizare la premiul pentru debut în critică și istorie literară al Uniunii Scriitorilor din România, 2009.